# Tambet Pikkor
Tambet Pikkor, né le 17 avril 1980 à Tallinn, est un coureur estonien du combiné nordique et sauteur à ski, membre du club de ski d'Otepää.

## Biographie
Il est depuis 2009 entraîneur de l'équipe nationale d'Estonie de saut à ski, puis aussi de combiné nordique (2012), après s'être occupé des juniors. Il est aussi impliqué dans l'entraînement de l'équipe de biathlon.
Tambet Pikkor commence le ski en 1987.
Il obtient sa première sélection pour des championnats du monde en 1997, où il se classe dix-huitième en individuel. Aux Championnats du monde 2001, il est dix-neuvième du sprint.
Il a participé à trois reprises aux Jeux olympiques en 1998, 2002 et 2006 en combiné (meilleur résultat 32e en sprint en 2006) et en 2002 en saut à ski, mais sans guère de succès. Dans la Coupe du monde, son meilleur résultat est 26e à Ruka en novembre 2003.
Ses seuls podiums internationaux en combiné ont lieu dans la Coupe du monde B, où il est deux fois troisième (Zakopane 2003 et Vuokatti 2006).
En 2007, il chute en compétition à Zakopane et se déplace des vertèbres, ce qui le contraint à arrêter sa carrière sportive.

## Palmarès en combiné nordique

### Jeux olympiques d'hiver
| Épreuve / Édition | Épreuve / Édition | Nagano 1998                      | Salt Lake City 2002 | Turin 2006 |
| Sprint            | Sprint            | Épreuve inexistante à cette date | 40e                 | 32e        |
| Gundersen         | Gundersen         | 44e                              |                     | 33e        |
| Par équipes       | Par équipes       | 11e                              |                     |            |

### Championnats du monde
| Épreuve / Édition | Épreuve / Édition | Trondheim 1997 | Lahti 2001 | Val di Fiemme 2003 | Oberstdorf 2005 |
| ----------------- | ----------------- | -------------- | ---------- | ------------------ | --------------- |
| Sprint            | Sprint            |                | 19e        | 31e                | 40e             |
| Gundersen         | Gundersen         | 18e            | 47e        | Abandon            | Disqualifié     |
| Par équipes       | Par équipes       | 11e            | 11e        |                    |                 |

### Coupe du monde
- Meilleur classement général : 57e en 2004.
- Meilleur résultat individuel : 26e.

#### Classements généraux annuels
| Année | Rang |
| 2004  | 57e  |
| 2006  | 59e  |

### Championnats d'Estonie
Il remporte le titre individuel hivernal en 2000 et estival en 2006.

## Palmarès en saut à ski

### Jeux olympiques
Aux Jeux olympiques de 2002 à Salt Lake City, il prend la 52e place des qualifications du concours sur le petit tremplin, insuffisant pour passer en phase finale.

### Championnats d'Estonie
Il gagne un titre aux Championnats d'Estonie d'hiver en individuel et un autre à la compétition estivale.